# 구디아

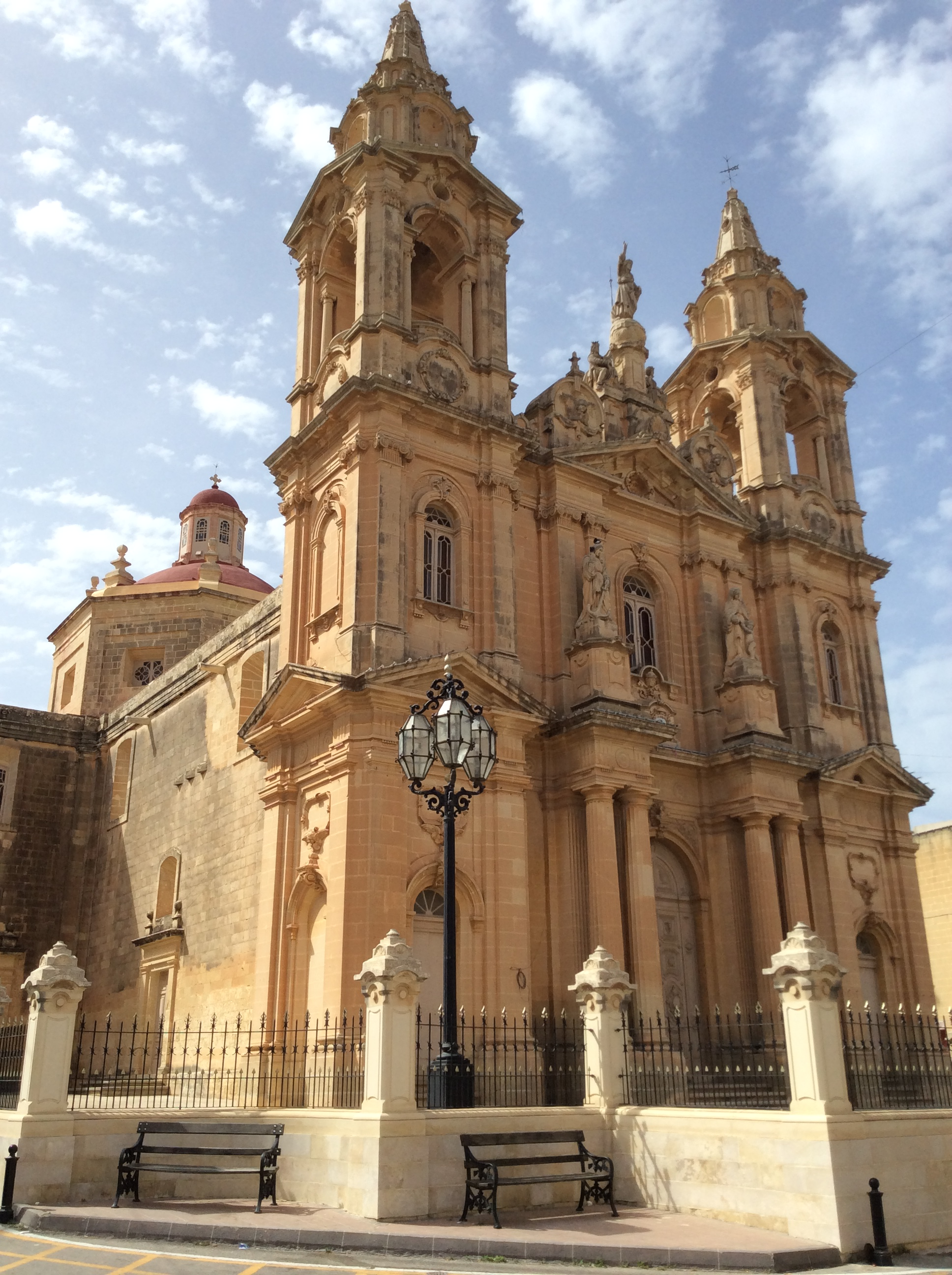
구디아 교회

구디아의 위치

구디아(몰타어: Gudja)는 몰타의 도시로 면적은 2.3km2, 인구는 2,946명(2011년 3월 기준), 인구 밀도는 1,300명/km2이다. 수도 발레타 남쪽에 위치한다.

시기
시 문장